# Victoria Hudson
Victoria Hudson (nacida en Austria el 28 de mayo de 1996) es una atleta austriaca especializada en el lanzamiento de jabalina. Ha sido campeona nacional de lanzamiento de jabalina en 2016, 2017 y 2019.

## Carrera deportiva
Inició su carrera deportiva en las categorías Sub-18 siendo polideportiva, centrándose a partir de 2013 en el lanzamiento de jabalina. Ya versada en la disciplina, tuvo su primera experiencia internacional ese año en el Campeonato Mundial Juvenil de Atletismo de Donetsk (Ucrania), donde fue eliminada en la ronda clasificatoria en la disciplina de 500 gramos de peso en la jabalina, al no ser suficiente su marca de 44,53 metros, siendo la trigésima mejor del total.
En 2015 participó en el Campeonato Europeo de Atletismo Sub-20 en Eskilstuna (Suecia), donde terminó séptima con un lanzamiento en distancia de 52,68 metros.
Dos años más tarde fue eliminada de la clasificación tanto en el Campeonato Europeo de Atletismo Sub-23 en Bydgoszcz (Polonia), con 46,57 metros, como en la Universiada de Taipéi, con 49,35 metros. Entre ambas, mejoró en el Campeonato Europeo de Atletismo por Equipos, en la Segunda Liga en la que participaba Austria y se celebraba en Tel Aviv (Israel), acabando en octavo lugar con 50,84 metros.
En 2019 estuvo en la siguiente convocatoria de la Universiada, ahora celebrada en la ciudad italiana de Nápoles, donde alcanzó la séptima plaza con 56,80 metros. Aunque Hudson no alcanzó la marca de clasificación para el Campeonato Mundial de Atletismo que tendría lugar en el mes de octubre en Doha (Catar), consiguió su billete al mismo tras un quinto puesto en la Segunda Liga del Campeonato Europeo de Atletismo por Equipos (50,05 metros). En la cita catarí, en otoño, no logró pasar a la ronda final, cayendo en la clasificatoria con 52,21 metros.
El 26 de abril de 2021, en una cita deportiva en Eisenstadt lanzó la jabalina a 64,68 metros, lo que permitió a Hudson no solo aumentar el récord de Austria en más de 3 metros, sino también clasificar para los Juegos Olímpicos en Tokio, postergados un año a consecuencia de la pandemia del coronavirus. Antes de la cita japonesa, participó en dos competiciones de la Liga de Diamante: la Bislett Games de Oslo (Noruega), donde fue sexta con 59,34 metros, y en la Herculis de Mónaco, en la que quedó séptima con 56,45 metros. Ya en Japón, al que acudió con el resto del equipo austríaco, en la ronda clasificatoria de lanzamiento de jabalina, que tuvo lugar el 3 de agosto de 2021, marcaría 58,60 metros, siendo la duodécima de su serie, quedando fuera de la final y en el vigésimo puesto del global.
Hudson es una atleta activa en el Centro Deportivo (Heeressportzentrum) del Ejército (Landstreitkräfte) de las Fuerzas Armadas de Austria. Como atleta del ejército, ostentaba el rango de soldado raso.

## Resultados por competición

### Por temporada
| Representando a Austria | Representando a Austria                                    | Representando a Austria | Representando a Austria | Representando a Austria | Representando a Austria |
| ----------------------- | ---------------------------------------------------------- | ----------------------- | ----------------------- | ----------------------- | ----------------------- |
| Año                     | Competición                                                | Lugar                   | Puesto                  | Marca (m.)              |                         |
| 2013                    | Campeonato Mundial Juvenil de Atletismo                    | Donetsk                 | 30ª (H)                 | 44,53                   |                         |
| 2015                    | Campeonato Europeo de Atletismo Sub-20                     | Eskilstuna              | 7.ª                     | 52,68                   |                         |
| 2017                    | Campeonato Europeo de Atletismo Sub-23                     | Bydgoszcz               | 23ª (H)                 | 46,57                   |                         |
| 2017                    | Campeonato Europeo de Atletismo por Equipos - Segunda Liga | Tel Aviv                | 8.ª                     | 50,84                   |                         |
| 2017                    | Universiada                                                | Taipéi                  | 22ª (H)                 | 49,35                   |                         |
| 2019                    | Copa Europea de Lanzamiento                                | Šamorín                 | 6.ª                     | 59,98                   |                         |
| 2019                    | Universiada                                                | Nápoles                 | 7.ª                     | 56,80                   |                         |
| 2019                    | Campeonato Europeo de Atletismo por Equipos - Segunda Liga | Varaždin                | 5.ª                     | 50,05                   |                         |
| 2019                    | Campeonato Mundial de Atletismo                            | Doha                    | 31ª (H)                 | 52,51                   |                         |
| 2021                    | Liga de Diamante - Bislett Games                           | Oslo                    | 6.ª                     | 59,34                   |                         |
| 2021                    | Liga de Diamante - Herculis                                | Mónaco                  | 7.ª                     | 56,45                   |                         |
| 2021                    | Juegos Olímpicos                                           | Tokio                   | 22ª (H)                 | 58,60                   |                         |
| 2021                    | CITIUS Meeting                                             | Berna                   | 3.ª                     | 61,64                   |                         |
| 2021                    | Palio Città della Quercia                                  | Rovereto                | 11.ª                    | 50,17                   |                         |
| 2022                    | Copa Europea de Lanzamiento                                | Leiría                  | 2.ª                     | 57,64                   |                         |
| 2022                    | Campeonato Mundial de Atletismo                            | Eugene                  | 11.ª (Q1)               | 54,05                   |                         |
| 2022                    | Campeonato Europeo de Atletismo                            | Múnich                  | 10.ª                    | 56,07                   |                         |
| 2023                    | Juegos Europeos                                            | Cracovia                | 3.ª                     | 60,27                   |                         |
| 2023                    | Campeonato Mundial de Atletismo                            | Budapest                | 5.ª                     | 63,18                   |                         |

### Mejores marcas
| Disciplina              | Marca         | Lugar      | Fecha               |
| ----------------------- | ------------- | ---------- | ------------------- |
| Lanzamiento de jabalina | 64,68 m. (NR) | Eisenstadt | 26 de abril de 2021 |